# 20/25TP
20/25TP ist die Bezeichnung für einen schweren polnischen Panzer, der in der Zeit unmittelbar vor dem Zweiten Weltkrieg in Polen entworfen wurde.

## Geschichte
Mitte der 1920er Jahre entstand das Konzept, die polnische Armee mit mittleren Panzern auszurüsten. Der Plan war, ein bis zu 20 t schweres, schnelles, ausreichend gepanzertes und gleichzeitig gut bewaffnetes Fahrzeug zu entwickeln. In den Folgejahren kamen die Arbeiten am Bau eines mittleren Panzers allerdings nicht voran. Die Möglichkeit, sich an ausländischen Panzern zu orientieren, konnte nicht umgesetzt werden. Entweder waren gewünschte Modelle nicht vorhanden oder sie wurden geheim gehalten. Weiterhin fehlte es Polen an Fachleuten mit der entsprechenden Erfahrung und an einer Industrie, welche zum Bau eines solchen Fahrzeuges im Stande war. Hinzu kam auch das Fehlen an ausreichenden Finanzmitteln.

## Entwicklung

### KSUS
Die Idee zur Entwicklung eines mittleren Panzers wurde Mitte der 1930er Jahre erneut aufgegriffen. Zu diesem Zeitpunkt begann die Produktion der TKS-Tanketten und des leichten Panzer 7TP. Im Januar 1937 legte der Ausschuss für Rüstung und Ausrüstung des Ministeriums für militärische Angelegenheiten (KSUS) (polnisch: Komitet do Spraw Uzbrojenia i Sprzętu Ministerstwa Spraw Wojskowych) die Richtlinien für das Konzept eines neuen mittleren Panzers fest. Das Gewicht sollte 16 t betragen. Die Bewaffnung aus einer 75 mm Kanone 1897 und zwei Maschinengewehren bestehen. Angetrieben werden sollte er durch einen 320-PS-Dieselmotor. Im Allgemeinen sollte sich der Aufbau am britischen Vickers Medium Mark III orientieren: Die Hauptbewaffnung sollte im Hauptturm untergebracht werden während die Maschinengewehre in zwei kleineren Ein-Mann-Hilfstürmen untergebracht werden sollten. Ähnlich wie auch die sowjetischen Modelle des mittleren Panzer T-28 (Panzer). Jedoch stellte man schnell fest, dass das Gewicht des Panzers mit der gewünschten Panzerstärke und Bewaffnung um die 23–25 t betragen würde. Somit wäre die angenommene Gewichtsgrenze schnell überschritten worden.
Dennoch stellte man zwei verschiedene Varianten eines mittleren Panzers vor. Die erste Version sollte eine Panzerstärke von 35 mm und ein Gewicht von 22 t besitzen. Der Antrieb sollte ein 320 PS starker Dieselmotor sein.
Die zweite Version sollte eine 50 mm dicke Panzerung mit einem Gewicht von 25 t haben. Den Antrieb sollten hier zwei Ottomotoren mit je 300 PS oder ein Motor 600 PS sicherstellen. Die Geschwindigkeit hätte auf der Straße 45 km/h und im Gelände 25 km/h betrugen.

### BBT Br. Panc.
Im Oktober 1937 entstand bei der Konstruktionsabteilung des Technischen Forschungsbüros für Panzerwaffen (BBT Br. Panc.) (polnisch: Biura Badań Technicznych Broni Pancernej) unter der Leitung von Major Rudolf Gundlach ein erster Vorentwurf für einen mittleren Panzer. Basierend auf demselben Rumpf wie das ursprüngliche Projekt, änderte man bei diesem Modell vor allem die Bewaffnung. Als Hauptwaffe sollte nun eine 40-mm-Bofors-Maschinenkanone eingebaut und durch einen 81-mm-Mörser auf dem Rumpf und drei Maschinengewehren ergänzt werden. Das Antriebssystem änderte man ebenfalls, indem man entweder einen Benzinmotor mit 500 PS oder zwei Benzinmotoren mit je 300 PS einplante. Am 4. Dezember 1937 wurde dieser Entwurf in das Papier Rechtfertigung der Eigenschaften des von BBT Br. Panc. vorgeschlagenen mittleren Tanks (polnisch: Uzasadnienie charakterystyki czołgu średniego proponowanej przez BBT Br. Panc.) aufgenommen und bei der nächsten Sitzung vorgestellt.
1938 wurden die beiden Entwürfe, des BBT Br. Panc. und der KSUS, gegenübergestellt und ein weiterer Kompromissentwurf eines mittleren Panzers entstand. Das Gewicht sollte 23 t betragen, die Panzerung 50 mm dick sein und die Bewaffnung sollte aus einer Maschinenkanone mit einem Kaliber von 40 mm oder einer Kanone von 75 mm, sowie drei Maschinengewehren bestehen. Aus diesem Grund entschied man sich, eine 75 mm Bofors Kanone in Verbindung mit einer 40 mm Maschinenkanone im Turm einzubauen. Gleichzeitig verzichtete man auf ein Maschinengewehr im Turm. Das Projekt in diesem Kompromissentwurf wurde von KSUS für die Umsetzung im BBT Br. Panc genehmigt, welches mit der Herstellung eines Prototyps beauftragt wurde.

### PZInż.
Zu Beginn des Jahres 1939 wurde im Studienbüro der Staatlichen Ingenieurbauwerke (PZInż.) (polnisch: Państwowe Zakłady Inżynierii) erneut an einem Entwurf für einen mittleren Panzer gearbeitet. Geleitet wurden die Arbeiten vom Ingenieur Edward Habich. Die Konstrukteure von PZInż. verzichteten bei ihrem Projekt auf einen mehrtürmigen Panzer. Stattdessen wurde ein Fahrzeug mit einer möglichst niedrigen und dafür breiteren Wanne vorgeschlagen. Die Seiten und Frontplatten der Wanne sollten dabei schräg angebracht werden. Die Panzerung an der Front sollte mit 60 mm und an den Seiten und am Heck wurde 40 mm betragen. Neben dem Fahrer sollte sich ein Maschinengewehrstand befinden. Die Hauptbewaffnung sollte in einem niedrigen, aber großen Turm untergebracht werden. Anfangs plante man mit geschweißten Panzerplatten, ging dann jedoch recht schnell zu gegossenen Panzerplatten über.
Als Hauptbewaffnung plante man eine 40–47 mm starke Kanone ein. Später überlegte man, ob eine 60 mm Kanone eingebaut werden könnte, jedoch verwarf man auch diese Idee sehr schnell. Im Frühjahr 1939 schlug Tadeusz Tanski vor die französische Canon de 75 mm modèle 1924 zu nutzen. Da bereits 14 dieser Kanonen bei der Flugabwehrartillerie der polnischen Marine eingesetzt wurden, entschied man sich für diesen Vorschlag. Zum einen, da diese Waffe verfügbar war und zum anderen, weil sie für die Bekämpfung von Flugzeugen in den 1930er Jahren schon als veraltet angesehen wurde. Dennoch war sie, aufgrund ihrer guten ballistischen Eigenschaften, gut für die Bekämpfung feindlicher Panzer geeignet. Durch die Splitter- und Sprengwirkung war sie ebenfalls gut gegen Feldbefestigungen einsetzbar. Ergänzt werden sollte die Hauptbewaffnung durch ein Maschinengewehr auf dem Turm, welches auf einem drehbaren Sockel über der Kommandantenluke angebracht werden sollte.
Den Antrieb sollte ein 12-Zylinder-Gabelmotor in zwei Varianten sicherstellen. Zum einen durch einen Vergasermotor mit 300 PS und zum anderen einem Dieselmotor mit 250 PS. Bis Ausbruch des Krieges wurde jedoch keiner dieser Motoren-Prototypen fertig gestellt.

## Produktion
Der erste Entwicklungspunkt, mit welchem sich die Konstrukteure von KSUS/BBT Br. Panc und PZInż. befassen mussten, war ein Drehmechanismus für den Turm. Weiterhin brauchte man ein Feuerleitsystem und man musste sich um ein geeignetes Getriebe kümmern. Ein weiterer Punkt war die Entwicklung eines Verfahrens zur Herstellung einer geeigneten Panzerung. In der Zwischenzeit begannen die Verhandlungen über den Kauf eines 550 PS starken Zeppelin-Motors von Maybach. Die Gespräche zogen sich jedoch so lang hin, dass der ursprüngliche Termin für die Fertigstellung des Prototyps im Jahr 1940 und der Beginn einer Serienproduktion nicht eingehalten werden konnten. Dieses Problem führte dazu, dass der Bau des Panzers aufgegeben wurde.
Ein Prototyp von PZInż. konnte noch vor dem Krieg zu Testzwecken geliefert werden, jedoch handelte sich hierbei um eine Holzmodell im Maßstab 1:1.

## Technische Daten
Die hier gezeigten technischen Daten sind nur die theoretisch geplanten Möglichkeiten.
|                                             | KSUS Idee                  | KSUS Version I             | KSUS Version II            | BBT Br. Panc. Idee                               | BBT Br. Panc. Version                            | PZInż. Version                               |
| ------------------------------------------- | -------------------------- | -------------------------- | -------------------------- | ------------------------------------------------ | ------------------------------------------------ | -------------------------------------------- |
| Gewicht (t)                                 | 16                         | 22                         | 25                         | 23                                               | 25                                               | über 20                                      |
| Besatzung                                   | 6                          | 6                          | 6                          | 7                                                | 6                                                | 4–5                                          |
| Länge (cm) Breite (cm) Höhe (cm)            | ?                          | 730 260 280                | 730 260 280                | 730 260 265                                      | 730 260 265                                      | 730 260 265                                  |
| Bewaffnung                                  | 75 mm Kanone 2× 7,92 mm MG | 75 mm Kanone 3× 7,92 mm MG | 75 mm Kanone 2× 7,92 mm MG | 81 mm Kanone 40 mm Maschinenkanone 2× 7,92 mm MG | 75 mm Kanone 40 mm Maschinenkanone 2× 7,92 mm MG | 75 mm Kanone 3× 7,92 mm MG                   |
| Panzerung (mm)                              | bis 35                     | bis 35                     | bis 50                     | bis 50                                           | bis 50                                           | 60 (Fron) 40 (Seiten/Heck)                   |
| Antrieb                                     | 1 Dieselmotor 320 PS       | 1 Dieselmotor 320 PS       | 2 Ottomotoren 600 PS       | 1 Ottomotor 500 PS oder 2 Ottomotoren 600 PS     | 1 Ottomotoren 550 PS                             | 1 Ottomotor 300 PS oder 1 Dieselmotor 250 PS |
| Höchstgeschwindigkeit Straße/Gelände (km/h) | 30/15                      | 30/15                      | 45/25                      | 45/25                                            | 45/25                                            | 40/25                                        |
| Wat-Tiefe (m)                               | 2,5                        | 2,5                        | 2,5                        | 2,5                                              | 2,5                                              | ?                                            |
| Grabenüberwindung (m)                       | 1,2                        | 1,2                        | 1,2                        | 1,2                                              | 1,2                                              | ?                                            |